# Absakowo

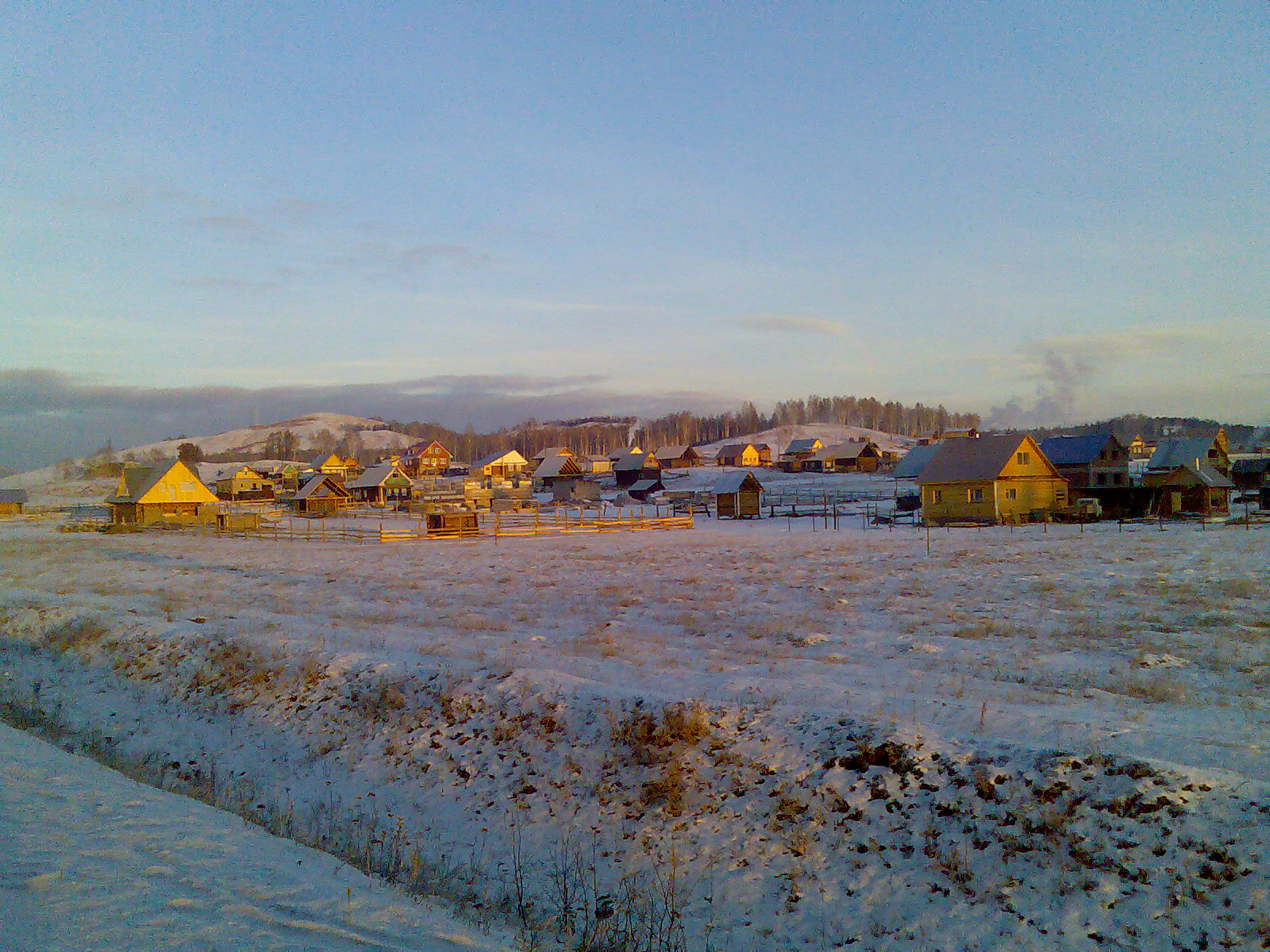
Absakowo

Absakowo (russisch Абзаково) ist ein Skigebiet und Skiort im südlichen Ural in der Nähe der Stadt Magnitogorsk in Russland. Absakowo wurde in den 1990er Jahren von Investoren aus der Metallindustrie Magnitogorsks zu einem Wintersportresort von internationalem Standard ausgebaut. Dennoch sind die allermeisten Skitouristen in Absakowo Russen, auch bedingt durch die Lage weitab von den russischen Außengrenzen und internationalen Flughäfen.